# آخه‌ری

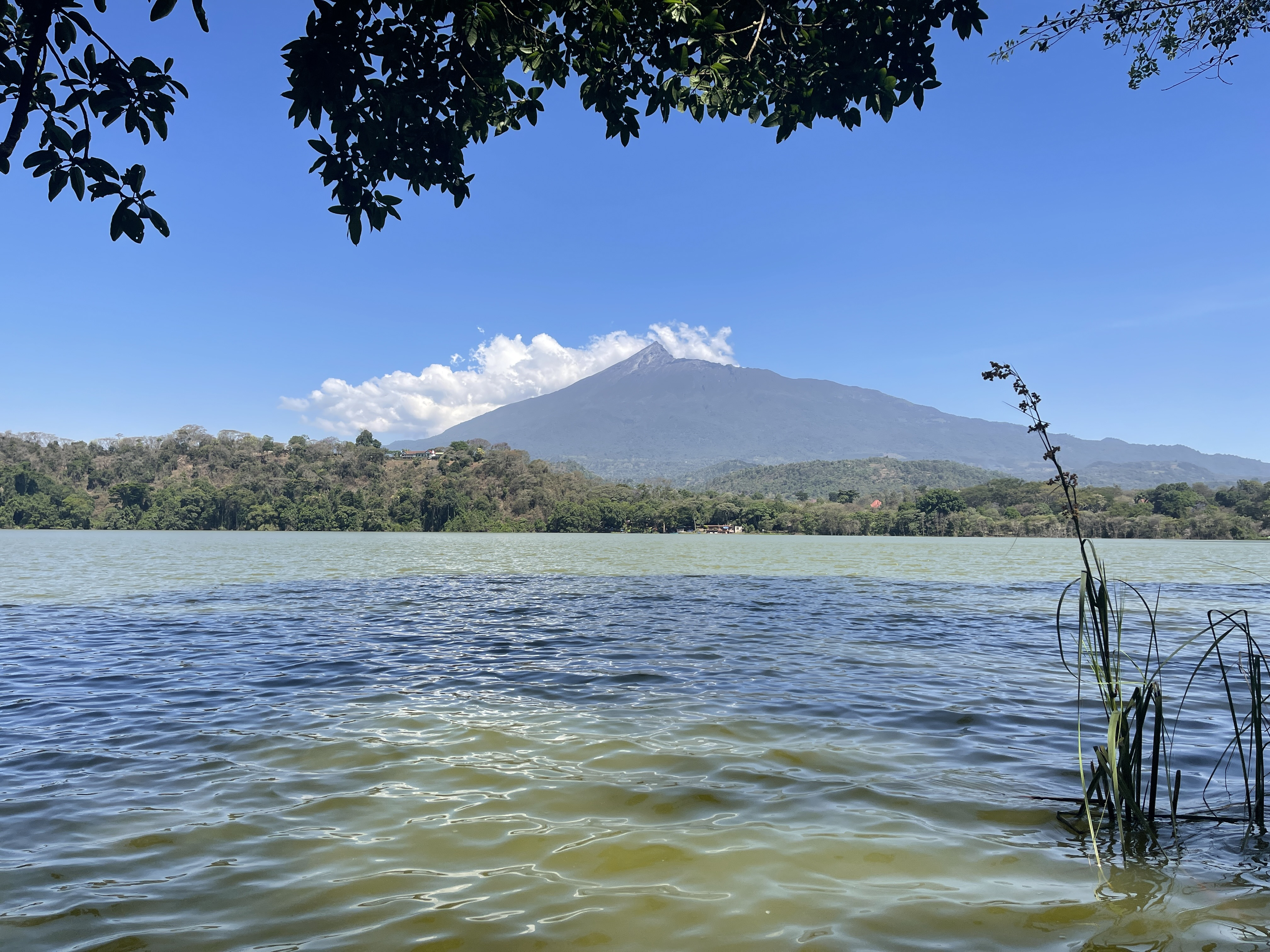
نمایی از دریاچه دولوتی در استان آروشا، کشور تانزانیا - ۲۰۲۱

آخه‌ری یک بخش اداری در شهرستان آرومرو از توابع استان آروشا در کشور تانزانیا است. بر پایه نتایج سرشماری عمومی نفوس و مسکن که در سال ۲۰۰۲ توسط دولت تانزانیا انجام شد جمعیت این بخش بالغ بر ۱۲٬۲۴۳ نفر اعلام شده‌است.